# Entomoculture

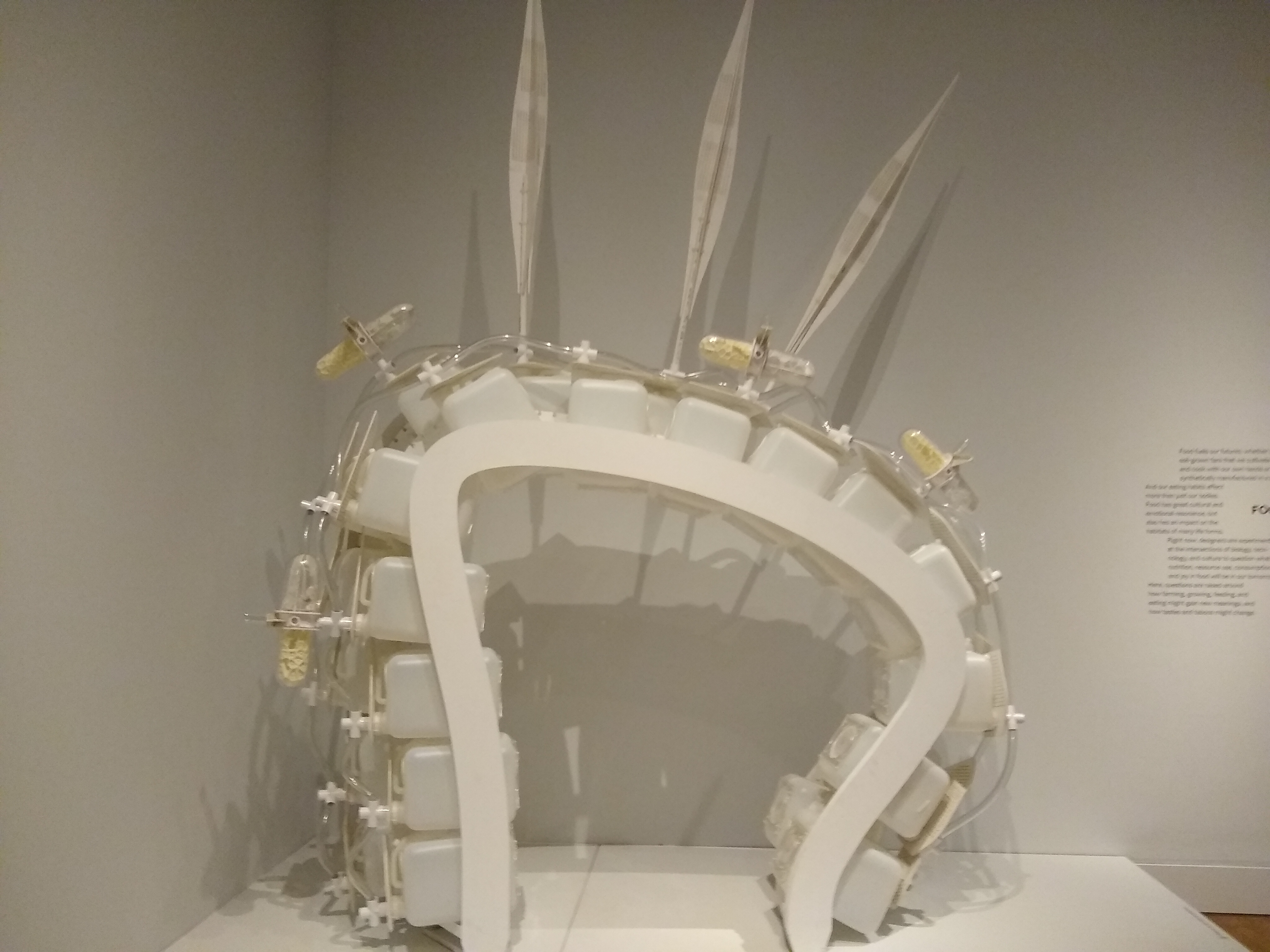
Ferme à insectes.

L'entomoculture (du grec ancien : ἔντομα / éntoma, « insectes ») est l'élevage d'insectes.
Cette pratique vise à produire ou à commercialiser des insectes à diverses fins : utilitaire, études scientifiques, nourriture directe ou indirecte, ou pour une activité commerciale. Elle peut également être un passe-temps.

## Élevage à visée économique
Il existe divers élevages d'insectes à visée économique, répondant à des finalités variées.

### Élevage d'insectes « domestiques »
L'apiculture est l'élevage des abeilles, dans le but de récolter du miel et d'autres produits, tels que la cire, la propolis, la gelée royale, le pollen… et le venin. Des ruches itinérantes sont aussi louées pour la pollinisation de champs ou d'arbres fruitiers.
La sériciculture est l'élevage de vers à soie, chenilles du bombyx du mûrier, pour récolter la soie.

### Élevage d'insectes pour la protection des cultures
En protection des cultures, on utilise diverses espèces d'insectes dans le cadre de la lutte biologique, ou de la lutte intégrée.

#### Prédateurs et parasitoïdes
Contre les ravageurs des cultures, on fait l'élevage d'insectes prédateurs ou parasitoïdes, tels que :
- la coccinelle, prédateur des ravageurs de cultures tels que le puceron, la cochenille, etc. ;
- le trichogramme, minuscule guêpe, parasitoïde oophage, prédatrice des œufs de moucherons ;
- Torymus sinensis, parasitoïde de Dryocosmus kuriphilus communément nommé cynips du châtaignier.

#### Élevage de mâles stériles
L'élevage de mâles stériles est une technique de lutte contre les insectes ravageurs et les insectes vecteurs de maladies. Les progrès de la biologie moléculaire permettent maintenant la technique d'élevage de mâles génétiquement modifiés.

### Élevage d'insectes comestibles

#### Alimentation humaine
Dans certains pays, la consommation des insectes est courante. C'est le cas dans certains pays d'Afrique, d'Asie, ou d'Amérique latine, où sont consommés des criquets, scarabées, larves…
Des éleveurs se sont spécialisés dans la production de ces denrées, à destination de nombreux pays, y compris en Occident, dont la population est culturellement peu habituée à ce type de nourriture, mais où existent quelques restaurants spécialisés.
L'Organisation des Nations unies pour l'alimentation et l'agriculture maintient une liste des élevages d'insectes comestibles dans le monde. Cette institution soutient notamment la consommation de protéines à base d’insectes pour les hommes et les animaux, voyant dans l’entomoculture l’une des clés pour l’alimentation du futur. 
Parmi les principaux acteurs à l'échelle du monde figurent Six Foods et Tini Farms aux États-Unis, Edible Bug Farm et Micronutris en Europe et Nutrinsecta et Entologics en Amérique du Sud[source secondaire nécessaire].

#### Alimentation animale
Les insectes sont également commercialisés comme nourriture pour divers animaux insectivores, comme de nombreux reptiles, certains insectes prédateurs, comme la mante religieuse, ou encore des mammifères insectivores. On peut trouver ces insectes, en vente dans des animaleries spécialisées : grillons, blattes, vers de farine, etc.
Les asticots sont élevés dans un but commercial comme nourriture pour les animaux de compagnie insectivores, tels que les reptiles ou les oiseaux.
L'élevage commercial de diptères (ex : Hermetia illucens notamment), existe ou a été envisagé pour plusieurs usages (élevages porcins ou de volaille, pisciculture, alimentation d'animaux insectivores de zoos, de terrariums, d'aquariums, etc.), mais est encore peu développé.
Leur utilisation dans l'industrie de l'alimentation animale est désormais autorisée pour les porcs et les volailles.

#### Appâts de pêche
Les pêcheurs à la ligne utilisent des larves de chironomes (dits vers de vase) et des vers de farine, ténébrions, comme appâts.
Les asticots sont élevés dans le but de fournir des appâts pour les pêcheurs. Du fait de la demande croissante en asticots, un distributeur automatique d'asticots a été installée dans la ville anglaise de Northampton.

## Élevage pour la recherche scientifique
Les firmes produisant des insecticides effectuent des tests sur des insectes élevés dans des installations de confinement, spécialement conçues. Certains insectes sont également élevés pour tester l'influence de certaines modifications (alimentation, environnement, génétique) sur des lignées complètes.

## Élevages d'asticots pour la médecine
L'asticothérapie permet le nettoyage de plaies contaminées par des microbes devenus résistants aux antibiotiques. Elle nécessite de petits élevages spécialisés.

## Élevage amateur
L'élevage permet l'observation des différents stades du développement. On peut procéder, selon la difficulté, à l'élevage d'adultes, de larves, ou au cycle complet de l'insecte. Sont ainsi élevés les papillons et les « serres à papillons » ; les hyménoptères et autres insectes sociaux : fourmilières, ruches d'exposition, termitières ; les scarabées, Dynaste Hercule ; les phasmes, mantes religieuses, phyllies.
L'élevage permet aux collectionneurs d'insectes de ne pas prélever d'insectes dans la nature, et permet même, parfois, d'effectuer des relâches, dans le cadre de programmes de protection de la nature.

## Bien-être animal
Il y a eu relativement peu d'études cherchant à déterminer si les insectes sont sentients et ont la capacité de souffrir, et si oui lesquels.
Une question est de savoir si les insectes ont la capacité de percevoir des stimuli nocifs, un phénomène connu sous le nom de nociception. Selon Lars Chittka, « presque chaque fois que les scientifiques recherchent la nociception chez les insectes, ils la trouvent. » Les insectes ayant montré des signes de nociception incluent les mouches, les abeilles et les coléoptères.
Une autre question est de savoir si ces stimuli nocifs peuvent entraîner une expérience subjective de douleur, notamment lorsqu'ils sont traités par un cerveau. Les scientifiques recherchent souvent des indices comportementaux, tels que la façon dont les animaux réagissent lorsqu'ils sont blessés. Les insectes continuent souvent leurs comportements normaux d'alimentation et de reproduction après des blessures graves. Cependant, ils montrent des réactions aversives à d'autres stimuli, comme la chaleur. Des études sur les abeilles ont notamment montré plusieurs marqueurs de sentience, comme la capacité à éviter stratégiquement les menaces ou situations dangereuses à moins que la récompense ne soit significative.
Selon le professeur Bob Fischer, « s'il y a des préoccupations en matière de bien-être, il faut intervenir dès les étapes de planification, lorsque ces installations sont conçues et construites. » Les facteurs environnementaux pertinents incluent la température, le niveau d'humidité, l'éclairage, la densité de population, et l'alimentation.

## Législation
Il y a là un potentiel de production de protéines animales à partir de déchets organiques non pollués et sans émettre beaucoup de gaz à effet de serre (par rapport à d'autres filières).
Selon les cas, usages et pays, ils doivent répondre à différentes législations et normes de qualité, qui peuvent notamment freiner leur usage comme ingrédient pour l'alimentation animale (protéine animale interdite dans certains élevages par exemple).

## Recherche et développement

### Dans le monde
Diverses études ont porté sur l'analyse des protéines, des acides aminés et de l'huile contenus dans certains insectes ou leurs larves de certains insectes, ou plus largement sur l'intérêt de l'entomoculture pour l'alimentation humaine ou plus souvent animale,,,, ou pour leur intérêt pharmaceutique, par exemple bactéricide ou encore pour la production d'huile de type biogazole à partir de déchets organiques consommés par des larves du diptère Boettcherisca peregrine (famille Sarcophagidae). Des travaux ont aussi portés sur des techniques nouvelles d'extraction d'huiles à partir d'insectes (à l'aide de CO2 supercritique par exemple ,).
L'entomoculture peut s'intégrer dans l'économie circulaire : les asticots de certains diptères peuvent par exemple réduire la masse d'un volume des déchets organique dans lesquels ils sont élevés de 60 % en seulement 10 jours, tout en produisant une nouvelle ressource à plus-value significative (37.5 à 63,1 % de protéines chez les larves de mouches)

### Europe
En 2015, deux règlements européens interdisent l'utilisation d'insectes respectivement comme source de protéines ou d'huile pour l'alimentation d'animaux destinés à la consommation humaine, ainsi (pour des raisons de précaution sanitaire) que l'élevage d'insectes sur du fumier ou des déchets de cuisine.
L'Europe importe 70 % de ses protéines (de plus en plus sous forme de soja transgénique).
En 2015 le projet EU PROTEINSECT project a montré que les saumons Atlantique et les porcs expérimentalement nourris avec de la farine d'insecte étaient au moins en aussi bonne santé qu'avec de la farine de poisson et de l'huile de poisson, voire plus pour le porc qui présentait alors plus de "bonnes bactéries intestinales". Les auteurs plaident pour une révision du droit européen.

### France
Le projet YNSITE, démonstrateur industriel de la société Ÿnsect, est soutenu par l'Ademe et le programme Investissements d'avenir. Il « vise à diversifier l'offre de protéines, en proposant de la farine et de l'huile d'insectes à base de Tenebrio molitor, de compositions similaires à celles de poissons, pour les secteurs de la pisciculture et de l'alimentation des animaux de compagnie »,.

## Sous produits
La soie est un sous-produit connu de longue date de l'entomoculture, mais la chitine ou les excréments d'insectes et de leurs larves notamment (aussi dits frass), issus de grands élevages, peuvent avoir une valeur marchande et une utilité en termes d'amendement agricole.

## Entomoculture dans la culture
- Ses Souffles (2014), court-métrage de Just Philippot
- La Nuée (2020), film de fiction de Just Philippot